# نادي نجمة جدة
نادي نجمة جدة هو نادي كرة قدم للسيدات مقره جدة. يلعب في الدوري السعودي الدرجة الثانية للسيدات، وهو المستوى الثالث لكرة القدم للسيدات في المملكة العربية السعودية.

## التاريخ
تأسس نادي نجمة جدة عام 2022، وسط صعود كرة القدم النسائية في السعودية. شارك الفريق على الفور في الدوري السعودي الدرجة الأولى للسيدات، وتأهل إلى الدور نصف النهائي دون هزيمة قبل أن يحتل المركز الرابع بعد هزيمتين متتاليتين. في موسمه الثاني، فشل الفريق في دور المجموعات، واحتل المركز الثالث من أصل خمسة. في نفس الموسم، شارك لأول مرة في كأس الاتحاد السعودي للسيدات ولكنه خرج من دور الستة عشر بعد خسارة 7-0 أمام القادسية. تأهل إلى ربع النهائي في بطولة كرة الصالات السعودية للسيدات، ووصل إلى النهائي في موسم 2024 لكنه خسر أمام الشباب.
بعد الهبوط من الدرجة الأولى في عام 2024، تنافس الفريق في الدرجة الثانية، حيث فاز بكل مباراة وسجل ما مجموعه 121 هدفًا ليصبح أول بطل لدوري الدرجة الثانية.

## الانجازات
كرة القدم
- الدوري السعودي الدرجة الثانية للسيدات: (1)
  - البطل: 2024–25

كرة الصالات
- بطولة السعودية لكرة الصالات للسيدات:
  - الوصيف: 2024